# Jens Büchner

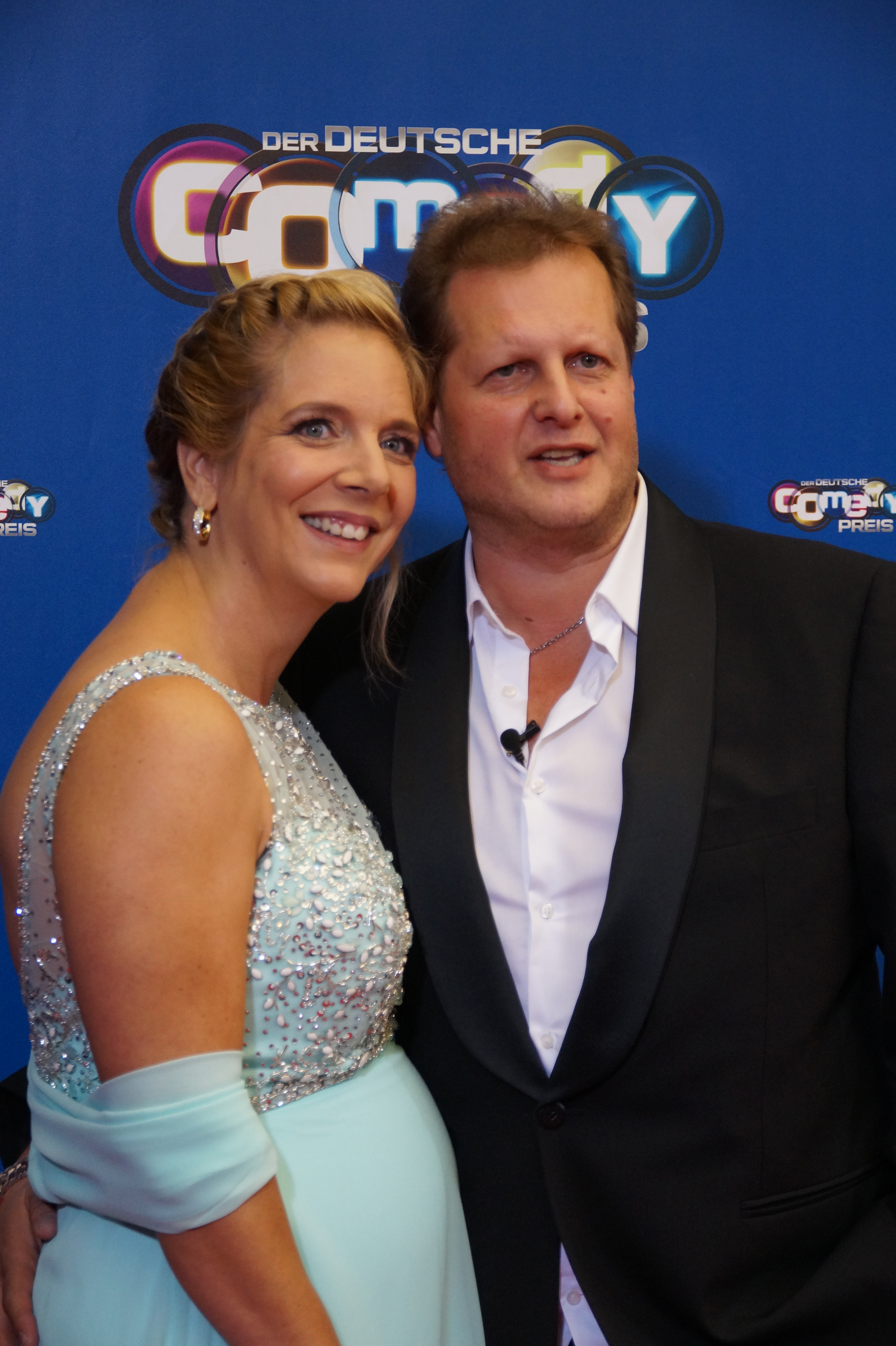
Jens Büchner mit seiner späteren Ehefrau Daniela (2016)

Jens Büchner (* 30. Oktober 1969 in Zwenkau; † 17. November 2018 in Palma, Mallorca), in den Medien auch Malle-Jens oder Jenser genannt, war ein deutscher Reality-TV-Teilnehmer und Partyschlagersänger, der vor allem durch seine Teilnahme an Goodbye Deutschland und Ich bin ein Star – Holt mich hier raus! Bekanntheit erlangte.

## Leben
Jens Büchner wuchs im Dorf Eythra bei Leipzig auf, das in den 1980er-Jahren dem Tagebau Zwenkau weichen musste. Die Familie ging nach Bad Schmiedeberg. Dort schloss Büchner die Schule mit der zehnten Klasse ab. Er absolvierte eine Ausbildung zum Schlosser. Danach wurde er zum Grundwehrdienst eingezogen und beendete ihn 1990 in Halle. Eigenen Angaben zufolge war Büchner von 1987 bis 1990 als Angehöriger des Wachregiments „Feliks Dzierzynski“ hauptamtlicher Mitarbeiter der DDR-Staatssicherheit. In den 1990er-Jahren reiste er für mehrere Monate nach Florida und nach Kalifornien. In Deutschland war er an einer Tankstelle und in der Gastronomie tätig. In der Nähe von Bremen absolvierte er bis 2004 eine Ausbildung zum Finanzwirt. Parallel war er als freier Mitarbeiter für den Bremer Finanzdienstleister Deutsche Proventus AG tätig.
Im November 2010 wanderte Büchner mit seiner damaligen Lebensgefährtin Jennifer Matthias und dem gemeinsamen Sohn von Bad Schmiedeberg nach Mallorca aus. Anfang 2011 war er das erste Mal bei Goodbye Deutschland zu sehen. In Cala Millor eröffnete das Paar die Boutique „Store & More“, die Matthias nach der privaten und geschäftlichen Trennung im Jahr 2013 allein weiterführte. Büchner beschritt anschließend diverse berufliche Wege. Er war kurzzeitig Küchenhilfe im Bistro König von Mallorca in Santa Ponça. Zudem arbeitete er unter anderem als Schmuckdesigner, Heizungsverkäufer, Badehosenmodel und Hotelier.
Ab 2014 war Büchner als Schlagersänger aktiv und wurde von Oliver deVille produziert. Im Januar 2016 war er in einem „Goodbye Deutschland! Mallorca-Spezial“ von Das perfekte Promi-Dinner zu sehen.
Im Januar 2017 nahm Büchner an der 11. Staffel von Ich bin ein Star – Holt mich hier raus bei RTL teil und belegte den 6. Platz. Ebenfalls im Januar 2017 war er in einer Folge von Deutschland sucht den Superstar zu sehen, wo er mit seiner Eigenkomposition Augen zu und durch die Nacht im Casting scheiterte.
Büchner lernte im Sommer 2015 seine spätere Ehefrau Daniela Karabaş bei einem Stadtfest in Delmenhorst kennen, wo er einen Auftritt als Schlagersänger hatte. Karabaş brachte drei Kinder aus erster Ehe mit in die Beziehung. Neben dem Sohn aus der Beziehung mit Jennifer Matthias hatte Büchner zwei erwachsene Töchter aus erster Ehe. Büchner und Karabaş wurden 2016 Eltern von Zwillingen. Ab Juni 2017 waren sie verheiratet. Gemeinsam nahm das Ehepaar im Sommer 2018 an der dritten Staffel von Das Sommerhaus der Stars – Kampf der Promipaare teil.
Jens Büchner starb am 17. November 2018 im Alter von 49 Jahren im Universitätskrankenhaus Son Espases in Palma auf Mallorca an den Folgen von Lungenkrebs.
Im Rahmen einer Benefizveranstaltung in Essen im Februar 2019 wurde für Büchners Kinder Geld gesammelt. Mehrere Schlagerstars, darunter Jürgen Drews, Mickie Krause, Anna Maria Zimmermann und Mia Julia, wirkten an dieser Veranstaltung mit.

## Diskografie
Singles:
- 2014: Pleite aber sexy
- 2015: Arme Sau
- 2015: Augen zu und durch die Nacht
- 2017: Hau ab, Du bist kein Alkohol
- 2018: Currywurst
- 2018: Wie komm ich jetzt nach Mallorca?